# Марчув
Марчув (пол. Marczów) — село в Польщі, у гміні Влень Львувецького повіту Нижньосілезького воєводства.
Населення — 373 особи (2011).
У 1975-1998 роках село належало до Єленьоґурського воєводства.

## Демографія
Демографічна структура станом на 31 березня 2011 року:
|          | Загалом | Допрацездатний вік | Працездатний вік | Постпрацездатний вік |
| -------- | ------- | ------------------ | ---------------- | -------------------- |
| Чоловіки | 186     | 40                 | 132              | 14                   |
| Жінки    | 187     | 37                 | 108              | 42                   |
| Разом    | 373     | 77                 | 240              | 56                   |